# Dvärgmandel
Dvärgmandel (Prunus tenella) är en art i familjen rosväxter. Arten är utbredd från östcentrala och centrala Europa till Ryssland och Kina. Den odlas ibland som trädgårdsväxt i Sverige.
Dvärgmandel är en upprätt, tätt förgrenad buske som blir 1–1,5 meter hög. Unga grenar är gråvita till rödbruna, som äldre blir de grå eller rödgrå, de är kala. Bladen på småkvistar sitter flera tillsammans i samlingar, på långa grenar är strödda och sitter ensamma. Bladskaften blit 4–7 mm långa, bladskivorna är smalt avlångt lansettlika, 2,5–6 cm långa och 0,8–3 cm breda, kala på båda sidor, med tandade kanter, spetsiga tull rundade med killik bas.
Blommorna sitter ensamma, och öppnar sig i bladsprickningen. De blir cirka 2 cm i diameter. Kronbladen är rosa, mer sällan röda eller vita. Frukten är äggrund, 1–2,5 cm lång, tätt ullig med halmgula hår
Frukten är ätlig men varierar mycket i kvalité. De bästa typerna är mjöliga med en söt smak. De kan ätas färska eller kokas. Fröna är inte ätliga eftersom de är för bittra.

## Synonymer
Amygdalus georgica Desf.
Amygdalus gessleriana Dippel
Amygdalus gessleriana Lavallée
Amygdalus ledebouriana Schlechtendal
Amygdalus nana L.
Amygdalus pumila L.
Prunus ledebouriana (Schlechtendal) Y.Y.Yao
Prunus nana (L.) Stokes nom. illeg.
Prunus sweginzowii Koehne
Prunus tenella Batsch
Prunus tenella f. alba (C.K.Schneider) Rehder
Prunus tenella var. gesslerana Rehder